# Édito de Caracala
A Constituição Antonina (em latim Constitutio Antoniniana de Civitate), popularmente conhecida como Édito de Caracala, ou ainda como Édito de 212, foi uma legislação do Império Romano.
A cidadania romana era restrita nos primeiros tempos de Roma, no tempo da Monarquia e também durante a República. Por esse diploma, no ano de 212 d.C., o imperador Caracala (186 d.C.–217 d.C.), popularmente conhecido como Caracala, concedeu a cidadania romana a todos os súditos do império:
| “ | Poder satisfazer a majestade dos deuses imortais de introduzir, no culto dos deuses, os peregrinos, sendo que concedo a todos os peregrinos que vivem no território a cidadania romana, salvaguardando os direitos das cidades, com excepção dos Bárbaros vencidos. Assim, este édito aumentará a majestade do povo romano. | ” |

O édito, ao estabelecer o direito de cidadania aos indivíduos livres do império, causava uma perda de privilégios de Roma.
O jurista Ulpiano comenta essa legislação, referindo:
| “ | Pela constituição do imperador Antonino todos os que se acham na urbe romana se tornaram cidadãos romanos | ” |

Os peregrinos chamados deditícios não obtiveram o direito à cidadania romana, uma vez que seus habitantes não assinaram tratado de paz com Roma durante o período da conquista desses territórios.